# آلن کامفورت
آلن کامفورت (انگلیسی: Alan Comfort؛ زادهٔ ۸ دسامبر ۱۹۶۴) بازیکن فوتبال اهل بریتانیا است.
از باشگاه‌هایی که در آن بازی کرده‌است می‌توان به باشگاه فوتبال میدلزبرو، باشگاه فوتبال کمبریج یونایتد، باشگاه فوتبال کویینز پارک رنجرز، و باشگاه فوتبال لیتون اورینت اشاره کرد.